# Saint-Pol-de-Léon
Saint-Pol-de-Léon é uma comuna francesa na região administrativa da Bretanha, no departamento Finisterra. Estende-se por uma área de 23,42 km². Em 2010 a comuna tinha 6 845 habitantes (densidade: 292,3 hab./km²).